# Dimitrije Bogdanović
Pour les articles homonymes, voir Bogdanović.
Dimitrije Bogdanović (en serbe cyrillique : Димитрије Богдановић ; né le 11 octobre 1930 à Belgrade et mort le 14 juin 1986 à Belgrade) est un historien yougoslave et serbe, spécialiste de l'histoire littéraire. Il était membre de l'Académie serbe des sciences et des arts.
En tant que spécialiste de l'histoire littéraire, Bogdanović a particulièrement étudié la littérature médiévale serbe ; il également étudié l'histoire des principautés médiévales serbes et l'histoire de l'Église orthodoxe serbe au Moyen Âge. Il est considéré comme le fondateur de l'archéographie et de la textologie (c'est-à-dire l'étude scientifique des textes littéraires) serbes modernes.

## Biographie
Après ses études élémentaires et secondaires, Dimitrije Bogdanović a suivi des études à la Faculté de théologie de l'université de Belgrade, où il a terminé le séminaire de sixième année en 1956. Il a ensuite étudié à la Faculté de droit de la même université, où il a obtenu son diplôme en 1961 puis il a suivi des études de troisième cycle dans le Département d'histoire du droit. Il a obtenu son doctorat en 1965 à la Faculté de philosophie de Belgrade.
Entre l'obtention de son diplôme de la Faculté de droit et la soutenance de sa thèse de doctorat, il a travaillé comme suppléant au Séminaire Saint-Sava de Belgrade puis comme avocat des affaires ; il a travaillé comme bibliothécaire-textologue au Département d'archéologie de la Bibliothèque nationale de Serbie à Belgrade et a dirigé le département d'archéologie entre 1968 et 1974. Il a ensuite travaillé à la Faculté de philosophie en 1974, où il a été immédiatement élu professeur associé pour un cours sur la langue ancienne slave et la paléographie cyrillique. Il est devenu professeur titulaire à la Faculté en 1980.
Il a été élu membre correspondant de l'Académie serbe des sciences et des arts (SANU) en 1978 et membre de plein droit en 1985,.
Dimitrije Bogdanović est mort à Belgrade le 14 juin 1986,,.

## Domaines d'études
Dimitrije Bogdanović a étudié plusieurs domaines interdépendants de l'histoire et de la culture médiévales serbes. Dès qu'il a commencé à travailler à la Bibliothèque nationale de Serbie, il a étudié les manuscrits, participant à un projet de description des manuscrits cyrilliques ; dans ce cadre, il a voyagé pour examiner des manuscrits en Serbie (Peć, Dečani, Savina) et à l'étranger (Bulgarie, Russie, Roumanie, Grèce) ; ces recherches ont donné lieu à des descriptions et des catalogues de collections, formant ainsi une base pour d'autres recherches archéographiques.
La gestion des manuscrits l'a amené à s'intéresser à la lexicographie et de la textologie, ce qui lui a permis d'approfondir sa connaissance de l'héritage littéraire ou juridique, qui a été la base de son travail dans le domaine de l'histoire littéraire. Dans ce domaine, il a ainsi produit des éditions critiques d'un certain nombre de textes anciens ainsi que des études sur les écrivains et leurs œuvres. Intéressé par le droit médiéval, il a travaillé à la publication des sources du droit serbe, en préparant une édition critique du Code de Dušan.
Grâce à ses recherches interdisciplinaires, il a fini par produire une synthèse sur l'histoire de la littérature médiévale serbe, intitulée Istorija stare srpske književnosti (Histoire de la littérature serbe ancienne) et publiée par la Srpska književna zadruga (« Association littéraire serbe ») en tant qu'ouvrage séparé en 1980,.
Il a également étudié l'histoire de l'église médiévale serbe, l'histoire du monachisme serbe et la réception de la pensée théologique byzantine dans la Serbie médiévale.
Dimitrije Bogdanović a participé à la rédaction de 8 chapitres de l'Istorija srpskog naroda (Histoire du peuple serbe), répartis sur les deux premiers volumes, publiés en 1981 et 1982 et couvrant la période médiévale de l'histoire serbe ; parmi ses contributions, on peut citer les chapitres du premier volume intitulés Počeci srpske književnosti (« Les débuts de la littérature serbe »), Preobražaj srpske crkve (« La transformation de l'Église serbe ») et Dušanovo zakonodavstvo (« La législation de Dušan ») qui reflètent dans leur diversité les centres d'intérêt et de compétence de leur auteur.

## Ouvrages et contributions
- (sr) Saint Jean Climaque de l'Échelle (trad. Dimitrije Bogdanović), Lestvica [« L'Échelle sainte »], 1961
- (sr) Dimitrije Bogdanović, Stara srpska biblioteka [« La Bibliothèque serbe ancienne »], Belgrade, Institut d'études byzantines, 1967 (lire en ligne)
- (sr) Dimitrije Bogdanović, Jovan Lestvičnik u vizantijskoj i staroj srpskoj književnosti [« Jean Climaque dans la littérature byzantine et la littérature serbe ancienne »], Belgrade, Institut d'études byzantines, 1968 (lire en ligne)
- (sr) Dimitrije Bogdanović, Stare srpske biografije [« Les biographies serbes anciennes »], Belgrade, Prosveta, 1968, 299 p. (lire en ligne)
- (sr) Dimitrije Bogdanović (traducteur), Srbljak I-III [« Srbljak I-III »], 1970
- (sr) Dimitrije Bogdanović, Likovi svetitelja [« Figures de saints »], Belgrade, Glavni savez udruženog pravoslavnog sveštenstva SFRJ, 1972, 210 p. (lire en ligne)
- (sr) Dimitrije Bogdanović, Zakonik cara Stefana Dušana [« Le Code de l'empereur Stefan Dušan »], vol. 1
- (sr) Dimitrije Bogdanović et al., Zakonik cara Stefana Dušana : Struški i Atonski rukopis [« Le Code de l'empereur Stefan Dušan : Les manuscrits de Struga et du mont Athos »], Belgrade, Académie serbe des sciences et des arts, 1978 (ASIN B00D12JAAU)
- (sr) Dimitrije Bogdanović, Vojislav J. Đuric, Dejan Medakovic, Miodrage Đorđevic et Rada Putniković-Matić, Hilandar [« Hilandar »], Belgrade, Juroslovenska revija, 1978 (lire en ligne)
- (sr) Dimitrije Bogdanović, Katalog ćirilskih rukopisa manastira Hilandara I–II [« Catalogue des manuscrits cyrilliques du monastère de Hilandar I-II »], Belgrade, Académie serbe des sciences et des arts, 1978 (lire en ligne)
- (sr) Stefan Lazarević, Dimitrije Bogdanović (établissement du texte) et Miodrag Pavlović (préface), Slova i natpisi [« Mots et Inscriptions »], Slovo ljubve, 1979
- (sr) Dimitrije Bogdanović, Istorija stare srpske književnosti [« Histoire de la littérature serbe ancienne »], Belgrade, Srpska književna zadruga, 1980, 306 p. (lire en ligne)
- (sr) Dimitrije Bogdanović, Najstarija služba svetom Savi [« Le plus ancien Office religieux de saint-Sava »], Belgrade, Académie serbe des sciences et des arts, 1980, 134 p. (lire en ligne)
- (sr) Dimitrije Bogdanović, Najstarija služba svetom Savi [« Le plus ancien Office religieux de saint-Sava »], Belgrade, Académie serbe des sciences et des arts, 1980, 134 p. (lire en ligne)
- (sr) Dimitrije Bogdanović (éditeur scientifique), Matičin apostol, Belgrade, Académie serbe des sciences et des arts, 1981, 26 p. (lire en ligne)
- (sr) Dimitrije Bogdanović et al., Zakonik cara Stefana Dušana : Studenički, Hilandarski, Hodoški i Bistrički rukopis [« Le Code de l'empereur Stefan Dušan : Les manuscrits de Studenica, de Hilandar, de Hodoș et de Bistrița »], Belgrade, Académie serbe des sciences et des arts, 1981
- (sr) Dimitrije Bogdanović, Istorija srpskog naroda : Od najstarijih vremena do Maričke bitke (1371) [« Histoire du peuple serbe : Des temps les plus reculés jusqu'à la bataille de la Maritsa »], vol. 1, Belgrade, Srpska književna zadruga, 1981 (lire en ligne), « Počeci srpske književnosti (Les débuts de la littérature serbe) »
- (sr) Dimitrije Bogdanović, Istorija srpskog naroda : Od najstarijih vremena do Maričke bitke (1371) [« Histoire du peuple serbe : Des temps les plus reculés jusqu'à la bataille de la Maritsa »], vol. 1, Belgrade, Srpska književna zadruga, 1981 (lire en ligne), « Preobražaj srpske crkve (La transformation de l'Église serbe) », p. 315-327
- (sr) Dimitrije Bogdanović, Istorija srpskog naroda : Od najstarijih vremena do Maričke bitke (1371) [« Histoire du peuple serbe : Des temps les plus reculés jusqu'à la bataille de la Maritsa »], vol. 1, Belgrade, Srpska književna zadruga, 1981 (lire en ligne), « Srpska književnost na putevima samostalnog stvaranja (La littérature serbe sur la voie de la création indépendante) »
- (sr) Dimitrije Bogdanović, Istorija srpskog naroda : Od najstarijih vremena do Maričke bitke (1371) [« Histoire du peuple serbe : Des temps les plus reculés jusqu'à la bataille de la Maritsa »], vol. 1, Belgrade, Srpska književna zadruga, 1981 (lire en ligne), « Dušanovo zakonodavstvo (La législation de Dušan) »
- (sr) Dimitrije Bogdanović, Istorija srpskog naroda : Doba borbi za očuvanje i obnovu države (1371-1537) [« Histoire du peuple serbe : L'ère des luttes pour la préservation et la reconstruction de l'État (1371-1537) »], vol. 2, Belgrade, Srpska književna zadruga, 1982 (lire en ligne), « Oživljavanje nemanjićkih tradicija (La renaissance des traditions non monastiques) », p. 7-20
- (sr) Dimitrije Bogdanović, Istorija srpskog naroda : Doba borbi za očuvanje i obnovu države (1371-1537) [« Histoire du peuple serbe : L'ère des luttes pour la préservation et la reconstruction de l'État (1371-1537) »], vol. 2, Belgrade, Srpska književna zadruga, 1982 (lire en ligne), « Srpska književnost posle Kosova (La littérature serbe après la bataille du Kosovo) », p. 128-143
- (sr) Dimitrije Bogdanović, Istorija srpskog naroda : Doba borbi za očuvanje i obnovu države (1371-1537) [« Histoire du peuple serbe : L'ère des luttes pour la préservation et la reconstruction de l'État (1371-1537) »], vol. 2, Belgrade, Srpska književna zadruga, 1982 (lire en ligne), « Nova središta književne delatnosti (Les nouveaux centres d'activité littéraire) », p. 330-342
- (sr) Dimitrije Bogdanović, Istorija srpskog naroda : Doba borbi za očuvanje i obnovu države (1371-1537) [« Histoire du peuple serbe : L'ère des luttes pour la préservation et la reconstruction de l'État (1371-1537) »], vol. 2, Belgrade, Srpska književna zadruga, 1982 (lire en ligne), « Srpska književnost između tradicije i hronike svoga vremena (La littérature serbe entre tradition et chronique de son temps) », p. 330-342
- (sr) Dimitrije Bogdanović, Inventar ćirilskih rukopisa u Jugoslaviji, XI-XVII veka [« Inventaire des manuscrits cyrilliques en Yougoslavie (XIe – XVIIe siècles) »], Belgrade, Académie serbe des sciences et des arts, 1982, 289 p. (lire en ligne)
- (sr) Teodosije et Dimitrije Bogdanović (éditeur scientifique), Žitije svetog Save [« La Vie de Saint Sava »], Belgrade, Srpska književna zadruga, 1984
- (sr) Dimitrije Bogdanović, Knjiga o Kosovu [« Le Livre sur le Kosovo »], Belgrade, Académie serbe des sciences et des arts, 1986, 289 p. (lire en ligne) - Pour lire le livre en entier sur le site du Projet Rastko - Résumé en anglais sur le même site
- (sr) Dimitrije Bogdanović (éditeur scientifique), Šest pisaca XIV veka : Grigorije Raški, Jakov Serski, Siluan, Nepoznati Svetgorac, Monah Jefrem, Marko Pećki [« Six Écrivains du XIVe siècle »], 1986
- (sr) Saint Sava et Dimitrije Bogdanović (éditeur scientifique), Karejski tipik [« Le Typikon de Karyès »], 1986
- (sr) Dimitrije Bogdanović, Žitija [« Les Vies »], Belgrade, Srpska književna zadruga, 1988
- (sr) Teodosije et Dimitrije Bogdanović (éditeur scientifique), Razgovori o Kosovu [« Discussions sur le Kosovo »], 1986
- (sr) Saint Sava, Dimitrije Bogdanović (éditeur scientifique) et Lazar Mirković (éditeur scientifique), Sabrani spisi [« Écrits rassemblés »], Belgrade, Srpska književna zadruga, 1986
- (sr) Dimitrije Bogdanović, Sveti oci i učitelji Crkve : Mala priručna patrologija [« Saints Pères et Éducateurs de l'Église : Petit Manuel de patrologie »], Belgrade, Faculté de théologie orthodoxe de l'université de Belgrade, 1989
- (sr) Saint Sava et Dimitrije Bogdanović (éditeur scientifique), Hilandarski tipik [« Le Typikon de Hilandar »], Belgrade, Narodna biblioteka Srbije, 1995
- (sr) Dimitrije Bogdanović et Tatjana Subotin-Golubović (compilatrice), Studije iz srpske srednjovekovne književnosti [« Études de littérature médiévale serbe »], Srpska književna zadruga, 1997, 372 p. (ISBN 9788637906629, lire en ligne)